# Blocco atrioventricolare di I grado
Il blocco atrioventricolare di I grado, o allungamento dell'intervallo PR in modo improprio, è una malattia del sistema di conduzione del cuore nella quale si assiste ad un allungamento dell'intervallo PR oltre gli 0,22 sec.
Nei giovani adulti altrimenti sani la prevalenza oscilla fra 0,65 e 1,1% l'incidenza è di 0,13 ogni 1000 persone/anno.

## Cause
Le cause più comuni sono: malattia del nodo atrioventricolare, aumento del tono vagale (per esempio negli atleti), la miocardite, un infarto miocardico (specialmente inferiore), disturbi elettrolitici (in particolare l'ipokaliemia), assunzione di farmaci come gli antiaritmici o gli inibitori delle colinesterasi.

## Diagnosi
La diagnosi si fonda sulla dimostrazione all'elettrocardiogramma di un allungamento dell'intervallo PR, che è la somma della durata dell'onda P e del segmento PR. 
Qualora si voglia identificare un'anomalia del sistema di conduzione del cuore nella giunzione atrio-ventricolare si dovrebbe valutare quindi il segmento PR.
Negli individui sani, infatti, il nodo atrioventricolare rappresenta un filtro per la conduzione degli impulsi fra atri e ventricoli e quindi è il principale responsabile nella genesi del segmento PR, ovvero della linea isoelettrica fra il termine dell'onda P e l'inizio del complesso QRS. La durata dell'onda P è, invece, espressione della velocità di conduzione all'interno degli atri. 
Non esistono, tuttavia, dati univoci sulla durata del segmento PR ma se l'onda P non patologica dura massimo 120 msec, la durata massima del segmento PR può aggirarsi attorno a 80-100 msec. Quindi, per una valutazione più precisa è necessario ricorre ad uno studio elettrofisiologico endocavitario.
Nella stragrande maggioranza dei casi si tratta di un reperto assolutamente accidentale in un ECG eseguito in un paziente asintomatico.
Solitamente non è necessario alcun accertamento, fatti salvi casi di particolare prolungamento dell'intervallo PR con possibile o già presente evoluzione in gradi superiori di blocco. In questi casi deve essere ricercata una causa (vedi sopra).
Nel blocco atrioventricolare di I grado si nota anche una diminuzione dell'intensità del tono S1 (in particolare sul focolaio di auscultazione della mitrale e della tricuspide) perché i lembi della valvola mitrale sono più vicini alla chiusura a causa della sistole rallentata.

## Trattamento
Un blocco atrioventricolare di I grado minimo non richiede alcun trattamento.
Può rendersi in alcuni casi necessaria la sospensione di una terapia o riduzione della posologia.
Esistono indicazioni soltanto relativamente ai beta-bloccanti per i quali è raccomandata la riduzione della posologia in caso di intervallo PR superiore a 0,28 sec.
Negli altri casi, ed eventualmente anche in caso di terapia con beta-bloccanti, un ECG dinamico secondo Holter può essere indicato per valutare altre decisioni terapeutiche (vedi blocco atrioventricolare di II grado e blocco atrioventricolare di III grado).
Di rado il blocco atrio-ventricolare richiede l'impianto di un pace-maker.
Le linee guida lo raccomandano in caso di blocco atrio-ventricolare di I grado con intervallo PR molto lungo e senza causa eliminabile o necessità di terapia con farmaci antiaritmici, e quando il paziente sia sintomatico per scompenso cardiaco o sincope altrimenti inspiegati.

## Prognosi
Il blocco atrioventricolare minimo ed isolato non ha conseguenze né sintomi associati. Si pensava inizialmente che avesse una prognosi del tutto benigna. Nel Framingham Heart Study, tuttavia, ad un intervallo PR prolungato o ad un blocco atrioventricolare di I grado corrispondeva un rischio doppio di sviluppare fibrillazione atriale,ed un rischio triplo di avere in futuro bisogno di un pacemaker, con un piccolo incremento della mortalità proporzionale alla lunghezza dell'intervallo PR.